# Wilfried Eisele
Wilfried Eisele (* 1971 in Saulgau) ist ein deutscher römisch-katholischer Theologe mit dem Schwerpunkt Neues Testament.

## Leben
Wilfried Eisele besuchte nach dem Abitur 1991 von 1991 bis 1992 das Theologische Vorseminar Ambrosianum in Ehingen (Donau). Von 1992 bis 2000 studierte er katholische Theologie und Philosophie in Tübingen, Jerusalem (Theologisches Studienjahr Jerusalem) und Paris (Institut Catholique de Paris). Von 1992 bis 1997 war er Stipendiat der Konrad-Adenauer-Stiftung. Nach der theologischen Hauptprüfung 1997 (Erste Dienstprüfung) für die Theologen der Diözese Rottenburg-Stuttgart und dem Magister Artium 2000 in Philosophie absolvierte er von 2000 bis 2002 den Pastoralkurs im Priesterseminar Rottenburg und das Diakonat in Ehingen. Nach der Promotion 2002 zum Doktor der Theologie und der Priesterweihe 2002 in Weingarten (Württemberg) war er von 2002 bis 2004 Vikar in Aalen.
Von 2004 bis 2010 absolvierte Eisele ein Habilitationsstudium in Tübingen, daneben priesterlicher Dienst in Rottenburg am Neckar. Von 2006 bis 2007 hatte er einen Lehrauftrag an der PH Ludwigsburg. Von 2007 bis 2008 war er Stellvertreter Studiendekan im Theologischen Studienjahr Jerusalem. Von 2008 bis 2010 war er Dozent für Hebräisch und Griechisch am Ambrosianum, zunächst in Ehingen, dann in Tübingen. Nach der Habilitation und Erteilung der Lehrbefugnis für das Fach Neues Testament 2010 vertrat er 2010
den Lehrstuhl im Fach Neues Testament an der Johannes Gutenberg-Universität Mainz. Von 2010 bis 2011 lehrte er als Professor für Neutestamentliche Wissenschaften an der Theologischen Hochschule Chur. Von 2011 bis 2017 unterrichtete er als Professor für Zeit- und Religionsgeschichte des Neuen Testaments an der Katholisch-Theologischen Fakultät der Universität Münster. Seit April 2017 ist er Professor für Neues Testament an der Katholisch-Theologischen Fakultät an der Eberhard Karls Universität Tübingen. Sein Forschungsschwerpunkt ist das lukanische Doppelwerk.

## Schriften (Auswahl)
- Ein unerschütterliches Reich. Die mittelplatonische Umformung des Parusiegedankens im Hebräerbrief (= Zeitschrift für die neutestamentliche Wissenschaft.  Beiheft 116). De Gruyter, Berlin 2003, ISBN 3-11-017595-9 (zugleich Dissertation, Tübingen 2001).
- als Herausgeber mit Hans-Ulrich Weidemann: Ein Meisterschüler. Titus und sein Brief. Michael Theobald zum 60. Geburtstag (= Stuttgarter Bibelstudien. Band 214). Verlag Katholisches Bibelwerk, Stuttgart 2008, ISBN 978-3-460-03144-9.
- Welcher Thomas? Studien zur Text- und Überlieferungsgeschichte des Thomasevangeliums (= Wissenschaftliche Untersuchungen zum Neuen Testament. Band 259). Mohr Siebeck, Tübingen 2010, ISBN 978-3-16-150543-0 (zugleich Habilitationsschrift, Tübingen 2010).
- als Herausgeber: Evagrius Ponticus: Worte an die Mönche. Worte an eine Jungfrau ‒ Sententiae ad monachos. Sententiae ad virginem, Übersetzung, Einführung und Anmerkungen (= Quellen der Spiritualität. Band 6). Vier-Türme-Verlag, Münsterschwarzach 2012, ISBN 978-3-89680-706-9.
- als Herausgeber mit Christoph Schaefer und Hans-Ulrich Weidemann: Aneignung durch Transformation. Beiträge zur Analyse von Überlieferungsprozessen im frühen Christentum. Festschrift für Michael Theobald (= Herders biblische Studien. Band 74). Herder, Freiburg im Breisgau 2013, ISBN 3-451-30774-X.
- als Herausgeber: Gott bitten? Theologische Zugänge zum Bittgebet (= Quaestiones disputatae. Band 256). Herder, Freiburg im Breisgau 2013, ISBN 3-451-02256-7.
- als Herausgeber: Die Sextussprüche und ihre Verwandten (= Schriften der späten Antike zu ethischen und religiösen Fragen. Band 26). Mohr Siebeck, Tübingen 2015, ISBN 3-16-153657-6.
- Kurzgefasste Einleitung in das Neue Testament. Ein Lehr- und Studienbuch. Herder, Freiburg/Br. 2021, ISBN 978-3-451-38955-9.
- Das Lukasevangelium. Gott macht Geschichte. Herder, Freiburg im Breisgau 2021, ISBN 978-3-451-39150-7.